# Jonathan Ross (politikus)
Jonathan Ross (Waterford, 1826. április 30. – St. Johnsbury, 1905. február 23. vagy 1905. február 21.) az Amerikai Egyesült Államok szenátora (Vermont, 1899–1900).